# De Blauwe Schuit (gezelschap)

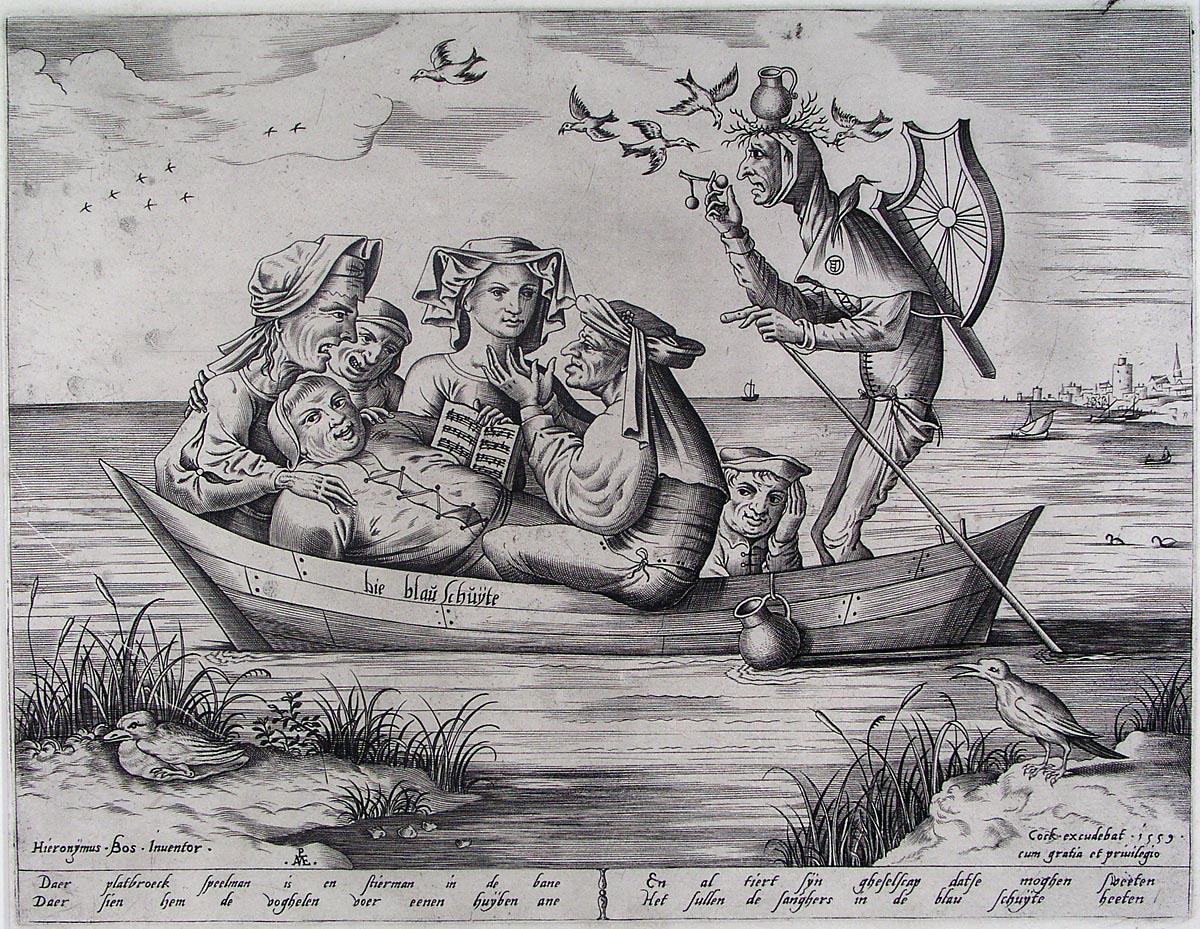
Die blau Schuyte, Pieter van der Heyden, 1559

De Blauwe Schuit was een middeleeuws gezelschap dat zich uitte in ironie en omkering. Soms wordt de naam geschreven als 'Blauwe Schuyt'.

## Vormen van omkering
De Blauwe Schuit was een karreschip (carrus navalis), dat dus op wielen werd voortbewogen door de stad. Aan boord bevonden zich onderdanen die zich hadden veranderd in hun superieuren: prinsen, koningen en heren. De schuit werd in optocht door de stad gereden. 
Een ander feest van de omkering van alles is carnaval. Op veel plaatsen rijdt dan een Blauwe Schuit mee in de optocht.